# Max Hallet
Pour les articles homonymes, voir Hallet.
Max Hallet, né à Mons le 7 mai 1864 et mort le 2 novembre 1941 à Bruxelles, est un avocat, journaliste, syndicaliste et homme politique belge, membre du Parti Ouvrier Belge (POB).

## Biographie
Max Guillaume Joseph Philippe Hallet est le fils de Maximilien Hallet, professeur à l'Athénée royal de Mons, et de Célina Lanthoint.
Il a obtenu le diplôme de docteur en droit à l'Université libre de Bruxelles (ULB). Il devient avocat au barreau de Bruxelles. Au départ secrétaire de l' Association Libérale de Bruxelles, il passe en 1894 au POB.
Il est cofondateur de la Commission Syndicale du POB en 1898 et est élu conseiller communal de Bruxelles (1895-1904 et 1912-26). Il est nommé échevin des Finances de la ville (1912-1921).
Au niveau belge, il est successivement sénateur de Bruxelles (1912-19) et député de l'arrondissement de Bruxelles à la Chambre des représentants de 1919 à 1936. Il est également élu vice-président de la Chambre de 1926 à 1936.
De 1912 à 1914, il a été rédacteur en chef de La Semaine Politique.
Ami de Victor Horta, il lui a commandé la construction de son hôtel particulier à l'avenue Louise à Bruxelles qui a débuté en 1903.
À la suite de son décès le 2 novembre 1941 à Bruxelles, il est inhumé au Cimetière de Bruxelles à Evere.

## Sources
- bio sur ODIS